# 非拉妥珠单抗
非拉妥珠单抗（INN：ficlatuzumab）是一种人源化单克隆抗体，设计用于治疗癌症。
它可与肝细胞生长因子结合，从而抑制c-MET受体信号级联。
非拉妥珠单抗由AVEO制药公司开发。2012年5月，AVEO公布了一项II期临床试验的结果，该试验比较了吉非替尼单独使用以及联合非拉妥珠单抗治疗初治亚洲非小细胞肺癌患者的情况。